# Mezilečí
Mezilečí település Csehországban, Náchodi járásban. Mezilečí Maršov u Úpice, Libňatov, Hořičky és Brzice településekkel határos. Lakosainak száma 139 fő (2024. január 1.).

## Népesség
A település lakosságának változását az alábbi diagram mutatja:
| Lakosok száma | 527  | 440  | 330  | 232  | 175  | 139  | 140  | 132  | 137  | 139  |
|               | 1869 | 1890 | 1921 | 1950 | 1980 | 2001 | 2017 | 2019 | 2022 | 2024 |